# Dominika Motak
Dominika Motak – polska religioznawca, doktor habilitowany nauk humanistycznych, nauczyciel akademicki Instytutu Religioznawstwa Uniwersytetu Jagiellońskiego, specjalistka w zakresie antropologii religii i socjologii religii.

## Życiorys
W 2001 na podstawie napisanej pod kierunkiem Włodzimierza Pawluczuka rozprawy pt. Nowoczesność i fundamentalizm. Współczesne antymodernistyczne prądy religijne otrzymała w Wydziale Filozoficznym Uniwersytetu Jagiellońskiego stopień naukowy doktora nauk humanistycznych w dyscyplinie religioznawstwo specjalność religioznawstwo. Tam też na podstawie dorobku naukowego oraz rozprawy pt. Między transcendencją a immanencją. Religia w myśli Georga Simmla uzyskała w 2013 stopień doktora habilitowanego nauk humanistycznych w dyscyplinie religioznawstwo. Została adiunktem Instytutu Religioznawstwa Uniwersytetu Jagiellońskiego.